# تشارلز فيرن
تشارلز فيرن (بالإنجليزية: Charles Fern)‏ هو صحفي أمريكي، ولد في 20 يونيو 1892، وتوفي في 29 مارس 1995.